# Эффект Мпембы
Эффе́кт Мпе́мбы, или парадо́кс Мпе́мбы — предполагаемый эффект, состоящий в том, что горячая вода может замерзать быстрее, чем холодная.
При этом горячая вода должна пройти температуру холодной в процессе замерзания, так что при прочих равных условиях остывание горячей воды должно занимать больше времени.

## История открытия

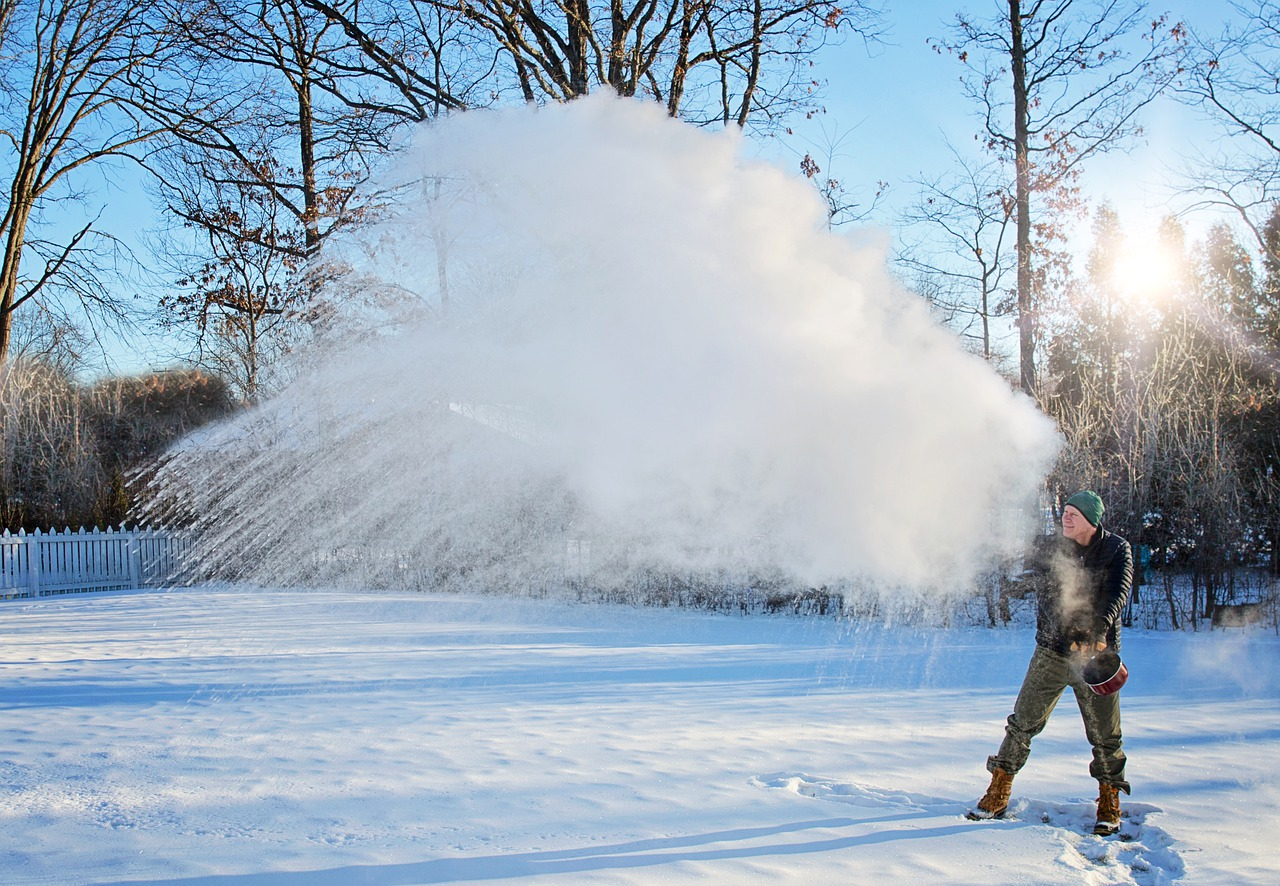
Человек, подбрасывающий кипяток в морозный воздух

То, что горячая вода остывает быстрее, упоминали в своё время Аристотель, Френсис Бэкон и Рене Декарт. Это связано с большей скоростью испарения и излучения тепла, но никак не повлияет на последующее замораживание. В 1963 году танганьикский школьник Эрасто Мпемба заинтересовался причинами того, что горячая смесь мороженого замерзает быстрее, чем холодная. Он обратился за разъяснениями к учителю физики, но тот лишь посмеялся над учеником, сказав следующее: «Это не всемирная физика, а физика Мпембы».
Этот же вопрос Мпемба задал приехавшему в школу Деннису Осборну, профессору физики. Проведенная экспериментальная проверка подтвердила наличие эффекта, но не дала его объяснения.
Условия эксперимента описываются следующим образом: 70 мл воды в 100-миллилитровых лабораторных стаканчиках на пенопластовых листах помещались в морозильную камеру бытового холодильника; чаще всего эффект наблюдался, когда один образец имел начальную температуру в 25 °C, а другой — 90 °C. Также они установили, что существенными факторами не являются ни испарение жидкости, ни влияние растворенных в воде газов.
В 1969 году в журнале «Physics Education» вышла совместная статья Мпембы и Осборна, описывающая эффект. В том же году Джордж Келл из канадского Национального исследовательского совета опубликовал статью с описанием явления в «American Journal of Physics».

## Анализ парадокса
Было предложено несколько вариантов объяснения этого парадокса:
- Использование бытового холодильника с большим температурным гистерезисом в качестве экспериментального «прибора». Горячая вода, в отличие от холодной, нагревает термостат, тот запускает компрессор, и холодильник начинает морозить. Процесс инерционный, поэтому небольшое количество воды успевает даже замёрзнуть. Использование термостатированного холодильника опровергает этот парадокс, однако эта версия не стыкуется с тем, что эффект, как выше упомянуто, предположительно, был известен Аристотелю, Френсису Бэкону и Рене Декарту, которые явно не пользовались термостатированным холодильником; принципиально не может являться причиной, если образцы помещены в одну морозильную камеру одновременно.
- Горячая вода начинает испаряться. Но в холодном воздухе превращается в лёд и начинает падать вниз, образовывая корку льда (по утверждению Мпембы и Осборна, они установили, что испарение не является существенным фактором).
- Горячая вода быстрее испаряется из контейнера, уменьшая тем самым свой объём, а меньший объём воды с той же температурой замерзает быстрее. В герметичных контейнерах холодная вода должна замерзать быстрее (по утверждению Мпембы и Осборна, они установили, что испарение не является существенным фактором).
- Наличие снеговой подкладки в морозильной камере холодильника. Контейнер с горячей водой плавит под собой снег, улучшая тем самым тепловой контакт со стенкой морозильника. Контейнер с холодной водой не плавит под собой снег. При отсутствии снеговой подкладки контейнер с горячей водой должен замерзать медленнее (скорее всего, не является причиной, см. выше условия эксперимента Мпембы и Осборна).
- Холодная вода начинает замерзать сверху, ухудшая тем самым процессы теплоизлучения и конвекции, а, значит, и убыли тепла, тогда как горячая вода начинает замерзать снизу. При дополнительном механическом перемешивании воды в контейнерах холодная вода должна замерзать быстрее.
- Наличие центров кристаллизации в охлаждаемой воде — растворённых в ней веществ. При малом количестве таких центров превращение воды в лёд затруднено, и возможно даже её переохлаждение, когда она остается в жидком состоянии, имея минусовую температуру. При одинаковом составе и концентрации растворов холодная вода должна замерзать быстрее.
- [сомнительно] Из-за разницы в энергии, запасённой в водородных связях. Чем теплее вода, тем большим оказывается расстояние между молекулами жидкости из-за увеличения отталкивающих сил. В результате водородные связи растягиваются, а следовательно, запасают большую энергию. Эта энергия высвобождается при охлаждении воды — молекулы сближаются друг с другом. А отдача энергии и означает охлаждение[4].
- Горячая вода может содержать меньше растворённых газов, потому что большое количество газа уходит при нагревании. Предполагается, что это изменяет свойства горячей воды, и она быстрее охлаждается[5]
- По мере нагревания водородные связи ослабевают, и молекулы воды в кластерах занимают такие позиции, из которых им проще переходить к кристаллической структуре льда[6]. В холодной воде всё происходит так же, но энергии на разрыв водородных связей требуется больше — поэтому замерзание происходит медленнее[7].

Однозначного ответа на вопрос, какие из них обеспечивают стопроцентное воспроизведение эффекта Мпембы, так и не было получено.

## Современные представления
24 ноября 2016 года в журнале «Scientific Reports» (входит в группу «Nature») была опубликована статья, где авторы утверждают, что в опубликованных ранее материалах нет чёткого научного определения эффекта, сами дают такое определение и показывают, что при следовании этому определению эффект не проявляется. В том числе они указывают и на недостаточную строгость утверждения «горячая вода не остывает быстрее, чем холодная» (ожидаемое поведение) — очевидно, что горячую воду можно остудить быстрее, чем холодную, если, к примеру, увеличить мощность, используемую для охлаждения. В статье показано, в частности, что при охлаждении трёх 400-граммовых порций воды, во всём идентичных между собой за исключением начальной температуры (21,8, 57,3 и 84,7 °C), залитых в одинаковые стаканы и помещённых в термостатный морозильник при −18 °C, горячая вода достигала нулевой температуры дольше (соответственно за 6397, 9504 и 10812 секунд), как и следовало ожидать согласно первому закону термодинамики.
Тем не менее, в 2017 году две исследовательские группы независимо и одновременно нашли теоретические доказательства эффекта Мпембы, а также предсказали новый «обратный» эффект Мпембы, при котором нагрев охлажденной системы, далекой от равновесия, занимает меньше времени, чем в другой системе, которая была изначально ближе к равновесию. Лу и Раз дают общий критерий, основанный на марковской статистической механике, предсказывающий появление обратного эффекта Мпембы в модели Изинга и диффузионной динамике. Ласанта и его коллеги предсказывают также прямые и обратные эффекты Мпембы для сыпучих тел в исходном состоянии, далеком от равновесия. В этой последней работе предполагается, что общий механизм, приводящий к обоим эффектам Мпембы, обусловлен функцией распределения частиц по скоростям, которая значительно отклоняется от распределения Максвелла.